# Persone di cognome Orlando
| Questa pagina contiene informazioni ricavate automaticamente dalle voci biografiche con l'ausilio del template Bio e di un bot. L'aggiornamento è periodico e automatico e ricostruisce completamente la pagina. Se manca una persona in questa lista, sei pregato di non aggiungerla, ma accertati piuttosto che la sua voce biografica contenga il template Bio e che i dati anagrafici siano correttamente compilati. Se il template Bio manca, inseriscilo tu stesso o, in alternativa, metti l'avviso {{tmp\|Bio}} che ne segnala la mancanza. Se i dati riportati sono sbagliati, correggi direttamente la voce biografica; le modifiche saranno visibili in questa lista entro pochi giorni. Per chiarimenti vedi il progetto antroponimi. La lista contiene solo le 62 persone che sono citate nell'enciclopedia e per le quali è stato implementato correttamente il template Bio. Pagina aggiornata al 7 ago 2025. |

Questa è una lista di persone presenti nell'enciclopedia che hanno il cognome Orlando, suddivise per attività principale.

## Allenatori di calcio(2)
- Alessandro Orlando, allenatore di calcio e ex calciatore italiano (Udine, n. 1970)
- Angelo Orlando, allenatore di calcio e ex calciatore italiano (San Cataldo, n. 1965)

## Allenatori di pallacanestro(1)
- Sandro Orlando, allenatore di pallacanestro italiano (Cavriago, n. 1960)

## Atlete paralimpiche(1)
- Nicole Orlando, atleta paralimpica italiana (Biella, n. 1993)

## Attori(3)
- Antonio Orlando, attore italiano (Napoli, n. 1960 - Napoli, † 1988)
- Orazio Orlando, attore italiano (Napoli, n. 1933 - Roma, † 1990)
- Silvio Orlando, attore italiano (Napoli, n. 1957)

## Batteristi(1)
- Tony Richards, batterista statunitense (Phoenix, n. 1957)

## Calciatori(8)
- Alberto Orlando, ex calciatore italiano (Roma, n. 1938)
- Edoardo Orlando, ex calciatore italiano (Montebelluna, n. 1930)
- Gino Orlando, calciatore brasiliano (San Paolo, n. 1929 - San Paolo, † 2003)
- Giuseppe Orlando, calciatore italiano (Bari, n. 1938 - Castiglione Olona, † 2023)
- John Orlando, ex calciatore nigeriano (n. 1960)
- Juan Muriel Orlando, calciatore argentino (General Conesa, n. 1989)
- Massimo Orlando, ex calciatore e allenatore di calcio italiano (San Donà di Piave, n. 1971)
- Vincenzo Orlando, calciatore italiano (Bari, n. 1920 - Bari, † 2007)

## Cantanti(1)
- Johnny Orlando, cantante e youtuber canadese (Mississauga, n. 2003)

## Cestiste(1)
- Carmela Orlando, ex cestista italiana

## Chitarristi(1)
- Mike Orlando, chitarrista statunitense (New York, n. 1968)

## Conduttrici televisive(1)
- Stefania Orlando, conduttrice televisiva, showgirl e cantante italiana (Roma, n. 1966)

## Critici letterari(1)
- Francesco Orlando, critico letterario e francesista italiano (Palermo, n. 1934 - Pisa, † 2010)

## Disegnatori(1)
- Joe Orlando, disegnatore, fumettista e editore italiano (Bari, n. 1927 - Manhattan, † 1998)

## Doppiatori(1)
- Francesco Orlando, doppiatore e attore teatrale italiano (Mottola, n. 1963)

## Economisti(2)
- Giuseppe Orlando, economista italiano (Brindisi, n. 1915 - Milano, † 1986)
- Giuseppe Orlando, economista e politico italiano (Gaeta, n. 1918 - Gaeta, † 1992)

## Generali(2)
- Stefano Orlando, generale italiano (Caronia, n. 1947 - Roma, † 2022)
- Taddeo Orlando, generale e politico italiano (Gaeta, n. 1885 - Roma, † 1950)

## Giavellottisti(1)
- Roberto Orlando, giavellottista italiano (Battipaglia, n. 1995)

## Giocatori di baseball(1)
- Paulo Orlando, ex giocatore di baseball brasiliano (San Paolo, n. 1985)

## Giornalisti(4)
- Antonello Orlando, giornalista italiano (Taranto, n. 1960)
- Federico Orlando, giornalista e politico italiano (San Martino in Pensilis, n. 1928 - Roma, † 2014)
- Ruggero Orlando, giornalista e politico italiano (Verona, n. 1907 - Roma, † 1994)
- Vito Orlando, giornalista e dirigente sportivo italiano (Erice, n. 1961)

## Hockeisti su ghiaccio(2)
- Gaetano Orlando, ex hockeista su ghiaccio e allenatore di hockey su ghiaccio canadese (Montréal, n. 1962)
- Jimmy Orlando, hockeista su ghiaccio canadese (Montréal, n. 1910 - † 1992)

## Imprenditori(2)
- Luigi Orlando, imprenditore italiano (Milano, n. 1927 - Firenze, † 2005)
- Rosolino Orlando, imprenditore, filantropo e politico italiano (San Pier d'Arena, n. 1860 - Livorno, † 1924)

## Ingegneri(5)
- Giuseppe Orlando, ingegnere italiano (Genova, n. 1855 - Roma, † 1926)
- Luigi Orlando, ingegnere e politico italiano (Palermo, n. 1814 - Livorno, † 1896)
- Luigi Orlando, ingegnere italiano (Livorno, n. 1862 - Milano, † 1933)
- Paolo Orlando, ingegnere e politico italiano (Genova, n. 1858 - Roma, † 1943)
- Salvatore Orlando, ingegnere e politico italiano (Genova, n. 1856 - Livorno, † 1926)

## Mezzofondisti(1)
- Alfonso Orlando, mezzofondista e attore italiano (Nocera Inferiore, n. 1892 - Bergamo, † 1969)

## Militari(1)
- Adalberto Orlando, militare italiano (Manduria, n. 1910 - Tobruk, † 1941)

## Naturalisti(1)
- Vittorio Emanuele Orlando, naturalista italiano (Palermo, n. 1928 - Terrasini, † 2014)

## Pittori(1)
- Federico Orlando, pittore italiano (Alvito, n. 1875 - Ferrara, † 1953)

## Politici(6)
- Andrea Orlando, politico italiano (La Spezia, n. 1969)
- Angelo Orlando, politico italiano (Guardiagrele, n. 1949)
- Camillo Orlando, politico e armatore italiano (Palermo, n. 1892 - † 1975)
- Giulio Orlando, politico italiano (Martina Franca, n. 1926 - Fermo, † 2017)
- Leoluca Orlando, politico italiano (Palermo, n. 1947)
- Vittorio Emanuele Orlando, politico e giurista italiano (Palermo, n. 1860 - Roma, † 1952)

## Produttori discografici(1)
- Bobby Orlando, produttore discografico e musicista statunitense (New York, n. 1958)

## Rugbisti a 15(1)
- Matías Orlando, rugbista a 15 argentino (Tucumán, n. 1991)

## Sceneggiatori(1)
- Angelo Orlando, sceneggiatore, regista e attore italiano (Salerno, n. 1962)

## Scultori(1)
- Giuseppe Orlando, scultore italiano

## Storici(2)
- Diego Orlando, storico e giurista italiano (Palermo, n. 1815 - Palermo, † 1879)
- Gennaro Orlando, storico e commediografo italiano (Gragnano, n. 1844 - Nocera Inferiore, † 1912)

## Vescovi cattolici(2)
- Domenico Orlando, vescovo cattolico italiano (Prizzi, n. 1756 - † 1839)
- Matteo Orlando, vescovo cattolico italiano (Carini, n. 1610 - † 1695)

## Senza attività specificata(2)
- Mariane Orlando, ex ballerina svedese (Stoccolma, n. 1934)
- Silvio Orlando, allenatore di rugby a 15 e ex rugbista a 15 italiano (Venezia, n. 1981)